# 塔崩
塔崩（Tabun），或作GA（二甲氨基氰膦酸乙酯）是一種有極強毒性的物質。它是清澈無色無味的液體，有輕微水果香味。由於它會嚴重地影響哺乳類動物神經系統的正常功能甚至致命，塔崩被視為一種神經毒素。作為化學武器，聯合國在1993年頒佈第687決議，將塔崩分類為大規模殺傷性武器。含有塔崩的產品生產和儲備被《禁止化学武器公約》嚴格管制。
塔崩是所謂「G系列」的第一種神經毒素。（「G系列」還包括沙林(sarin)、梭曼(soman)(GD)和環沙林(GF)(cyclosarin)）。

## 化學性質
塔崩在常溫常壓下是一種液體，顏色依濃度高至低是無色至棕色。在常溫下具強揮發性，雖然揮發性沒有沙林或索曼高。塔崩易溶於水，所以作為化學武器，經常利用塔崩污染水源。
塔崩會被漂白劑分解，但分解的同时也會產生有毒气体氯化氰。

## 合成方法
先以二甲胺与三氯氧磷反应制得二甲胺基二氯膦酰，再与乙醇与氰化钠于氯苯催化下反应，即得塔崩。

## 過量吸入後的反應
過量吸入後的反應和其他神經毒素所構成的中毒原理相似。只要約一分鐘的吸入塔崩已可構成生命危險。中毒徵狀和嚴重程度隨吸入量和進入身體的速度而定。極少的皮膚接觸有時會出現出汗和顫抖，瞳孔異常收縮。吸入塔崩造成中毒的毒性比沙林毒氣少約一半，但低濃度的塔崩對眼睛的刺激和傷害遠強於沙林。並且，塔崩進入身體後分解得極慢，所以即使吸入量極少亦會造成慢性中毒。
皮膚接觸塔崩後的病徵比直接吸入出現得較慢；即使中毒者迅速吸入超過致死份量，仍能維持生命1至2小時。但經呼吸吸入致死量的毒氣一般會在1至10分鐘內死亡，而眼睛接觸到液體後人亦會在相若時間死亡。但是，若患者吸入少量至一般份量的塔崩後即時得到正確處理，通常可以完全康復。這裡所謂致死吸入量是以猴子作動物實驗所得數據而言。

## 歷史
塔崩作為第一個神經毒素，是在發明新的殺蟲劑之時意外發現的。1936年德國研究員施拉德博士（Dr. G. Schrader）替德國的法本公司旗下藥廠開發更有效的殺蟲劑。當時施拉德博士正在試驗一系列的有機磷化合物，以切斷神經系統傳遞去作為殺蟲劑。最後他發現塔崩毒氣，一種對人類都致命的殺蟲劑。
第二次世界大戰中德國納粹實行Grün 3 計劃，於1939年在Dyhernfurth（位於今波蘭的Brzeg Dolny）設立了工廠以生產塔崩(編號「Trilon-83」)，工廠由Anorgana運營。儘管1939年已完工，直到1942才生產出首批產品。生產延後的主要原因是工廠採了極爲謹慎的保護措施。塔崩的中間產物具腐蝕性，所以必須使用內襯石英或銀箔的容器。因最終成品劇毒，所以最後的反應需要在雙層玻璃牆內進行。塔崩的產量因大規模的生產造成部分成品隨時間降解受到了影響，當工廠被蘇維埃軍隊佔領時，工廠只生產了約12,500噸的毒氣。工廠最初生產的炸彈和飛彈，用95:5比例混和塔崩和氯苯，稱為A型，後來又研究出B型毒氣彈，以80:20的比例混和塔崩和氯苯。B型毒氣彈的毒氣比舊型散佈得更快。蘇維埃政府後來將工廠拆卸搬回俄羅斯。
和其他同盟國政府一樣，蘇聯很快就棄置了G系列的武器。大量德國製的毒氣被棄置在海底。 由於GA在G系列中最容易生產，而其反應式亦較多人知道。一些國家若嘗試製造神經毒素，但未有足夠的工業設施時，通常會先行研製塔崩炸彈。
在兩伊戰爭中，伊拉克使用了大量化學武器去攻擊伊朗陸軍。當時伊拉克主要用芥子氣和沙林毒氣，亦有使用塔崩和環沙林。

## 資料來源
1. ↑  .   [2009-01-05]. （原始内容存档于2018-05-17）.